# Hr. Ms. Evertsen (1926)
Lo Hr. Ms. Evertsen fu un cacciatorpediniere della Koninklijke Marine olandese, entrato in servizio nel dicembre 1926 come prima unità della classe Admiralen.
Attivo durante la seconda guerra mondiale, il cacciatorpediniere prestò servizio sul fronte del Pacifico combattendo durante la campagna delle Indie orientali olandesi, finendo affondato il 1º marzo 1942 dal tiro di unità navali giapponesi nel corso della battaglia dello Stretto della Sonda.

## Storia

### Periodo interbellico
Impostata nei cantieri della Burgerhout's Scheepswerf en Machinefabriek di Rotterdam il 5 agosto 1925, la nave venne varata il 29 dicembre 1926 con il nome di Hr. Ms. Evertsen in onore di Johan Evertsen (1600–1666), ammiraglio olandese del XVII secolo; la nave entrò poi ufficialmente in servizio il 12 aprile 1928.
Pochi mesi dopo il suo completamento, il 27 settembre 1928 l'Evertsen salpò in coppia con il gemello Hr. Ms. De Ruyter alla volta delle Indie orientali olandesi, dove entrò a far parte del locale squadrone navale dislocato a protezione di questo possedimento coloniale. Il cacciatorpediniere trascorse quindi il periodo interbellico impegnato in manovre di addestramento e missioni di pattugliamento nelle acque delle Indie olandesi, nonché in parate navali e visite di rappresentanza nei porti della regione. Il 29 luglio 1929 il cacciatorpediniere fece da scorta al Maha Chakri, panfilo personale del re del Siam durante una visita di questo al porto di Tanjung Priok, mentre il 13 novembre 1936, al termine di una crociera d'addestramento nel Mar Cinese Meridionale, una squadra navale composta dall'Evertsen, dagli incrociatori Hr. Ms. Sumatra e Hr. Ms. Java e dai cacciatorpediniere Hr. Ms. Witte de With e Hr. Ms. Piet Hein  compì una visita nel porto di Singapore.

### Seconda guerra mondiale
Dopo lo scoppio della seconda guerra mondiale nel settembre 1939 e l'invasione tedesca dei Paesi Bassi nel maggio 1940, l''Evertsen fu impegnato in missioni di pattugliamento e scorta ai convogli navali nelle acque del Sud-est asiatico; con l'attacco di Pearl Harbor e l'entrata in guerra dell'Impero giapponese, nel gennaio 1942 la nave fu assegnata alle forze navali dell'ABDA Command alleato, prendendo quindi parte alle operazioni della campagna delle Indie orientali olandesi contro i nipponici.
Nel febbraio 1942 l'Evertsen fu assegnato alla Western Striking Force, squadriglia di unità navali alleate di base a Batavia e incaricata di fornire protezione alla strategica isola di Giava; il cacciatorpediniere fu presente alla battaglia del Mare di Giava il 27 febbraio, nel corso della quale la flotta dell'ABDA Command subì una pesante sconfitta a opera dei giapponesi. Con Giava ormai prossima a essere invasa, l'Evertsen ricevette ordine di fuggire e raggiungere la base alleata di Colombo: la nave salpò da Batavia nella notte tra il 27 e il 28 febbraio, ma a causa dell'oscurità rimase separata dal resto delle unità alleate e dovette rientrate nel porto di Tanjung Priok.
L'Evertsen salpò nuovamente nella notte tra il 28 febbraio e il 1º marzo: l'intenzione era quella di dirigere su Colombo passando per lo Stretto della Sonda in coppia con gli incrociatori USS Houston (statunitense) e HMAS Perth (australiano), ma la piccola formazione alleata finì con l'impattare contro la flotta d'invasione giapponese diretta a Giava. Nella seguente battaglia dello Stretto della Sonda le tre unità alleate furono tutte colate a picco dalle superiori unità nipponiche: rimasto attardato rispetto ai due incrociatori, l'Evertsen approfittò inizialmente della confusione della battaglia per sgusciare via e scendere a sud lungo lo Stretto della Sonda, ma la mattina del 1º marzo fu intercettato all'imboccatura meridionale dello stretto dai cacciatorpediniere giapponesi Murakumo e Shirakumo. Raggiunto da diversi colpi d'artiglieria e in preda a un vasto incendio, l'Evertsen fu fatto incagliare dal suo comandante (tenente Walburg Marius de Vries) lungo la costa dell'isola di Seboekoe Besar per permettere all'equipaggio di mettersi in salvo; nove uomini morirono nel corso dello scontro.
I superstiti dell'equipaggio furono fatti prigionieri dai giapponesi dopo la capitolazione di Giava; 48 uomini, tra cui il tenente de Vries, morirono in prigionia, mentre i restanti 111 non furono liberati che alla fine della guerra.